# Philogenia monotis
Philogenia monotis – gatunek ważki z rodziny Philogeniidae. Jest endemitem Ekwadoru i występuje na zboczach Andów od strony Pacyfiku.